# 2-metilacil-CoA deidrogenasi
La 2-metilacil-CoA deidrogenasi è un enzima appartenente alla classe delle ossidoreduttasi, che catalizza la seguente reazione:
2-metilbutanoil-CoA + accettore ⇄ 2-metilbut-2-enoil-CoA + accettore ridotto
L'enzima ossida anche il 2-metilpropanoil-CoA. Non è uguale alla butirril-CoA deidrogenasi (numero EC 1.3.99.2, alla acil-CoA deidrogenasi (numero EC 1.3.99.3), alla isovaleril-CoA deidrogenasi (numero EC 1.3.99.10) o alla acil-CoA (a lunga catena) deidrogenasi (numero EC 1.3.99.13).